# Carlo Giacinti
Carlo Giacinti fue un deportista italiano que compitió en remo como timonel. Ganó una medalla de oro en el Campeonato Europeo de Remo de 1931, en la prueba de cuatro con timonel.

## Palmarés internacional
| Campeonato Europeo | Campeonato Europeo | Campeonato Europeo | Campeonato Europeo |
| Año                | Lugar              | Medalla            | Prueba             |
| ------------------ | ------------------ | ------------------ | ------------------ |
| 1931               | París (Francia)    | Medalla de oro     | Cuatro con timonel |